# Saint-Broladre
Saint-Broladre är en kommun i departementet Ille-et-Vilaine i regionen Bretagne i nordvästra Frankrike. Kommunen ligger i kantonen Pleine-Fougères som tillhör arrondissementet Saint-Malo. År 2022 hade Saint-Broladre 1 166 invånare.

## Befolkningsutveckling
Antalet invånare i kommunen Saint-Broladre
Referens:INSEE